# Prager Manifest (1944)

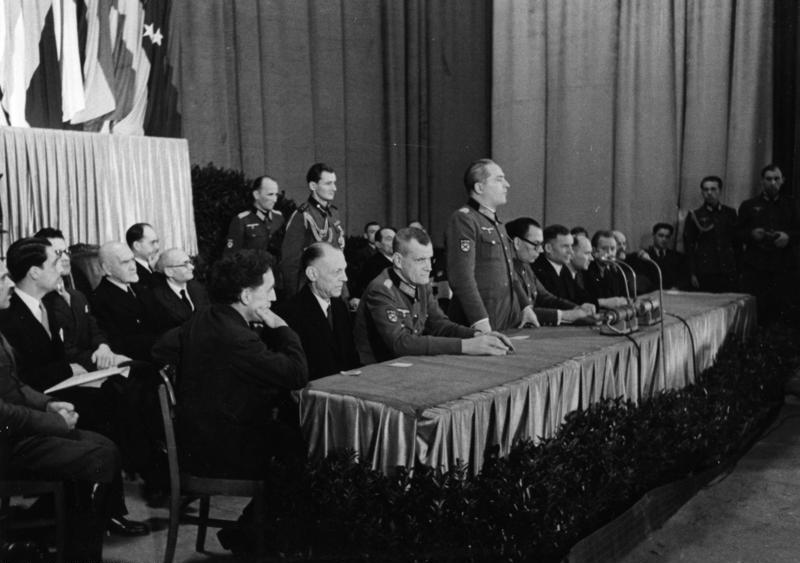
Erste Kundgebung des neugegründeten Komitees zur Befreiung der Völker Russlands in Berlin (November 1944); sitzend am Mikrofon Andrei Wlassow, stehend Georgi Schilenkow, links daneben Stabschef Fjodor Truchin.

Das Prager Manifest wurde am 14. November 1944 in Prag verabschiedet. In Anwesenheit von Diplomaten und hohen Politikern wurde das Komitee zur Befreiung der Völker Rußlands unter Leitung von Andrei Wlassow gegründet. Das Deutsche Reich sprach ihm den Status einer unabhängigen russischen Regierung zu. „Um das Vaterland zu retten,“ sagte Wlassow, „sind wir ein ehrliches Bündnis mit Deutschland eingegangen.“ Im Januar 1945 wurde das Freiwilligenheer, die Russische Befreiungsarmee, als eine mit dem deutschen Staat verbündete Armee deklariert.
Das Prager Manifest wurde mit einem 14-Punkte-Programm verabschiedet, unter welchem Wlassow einen Frieden zwischen Deutschland und (seinem) Russland forderte,:368f. und die Vision für ein demokratisches Russland in einem ehrenvollen Frieden mit Deutschland vorstellte.:12